# Saunaküla
Saunaküla – wieś w Estonii, w prowincji Rapla, w gminie Kehtna.